# Stadtkirche Feldberg

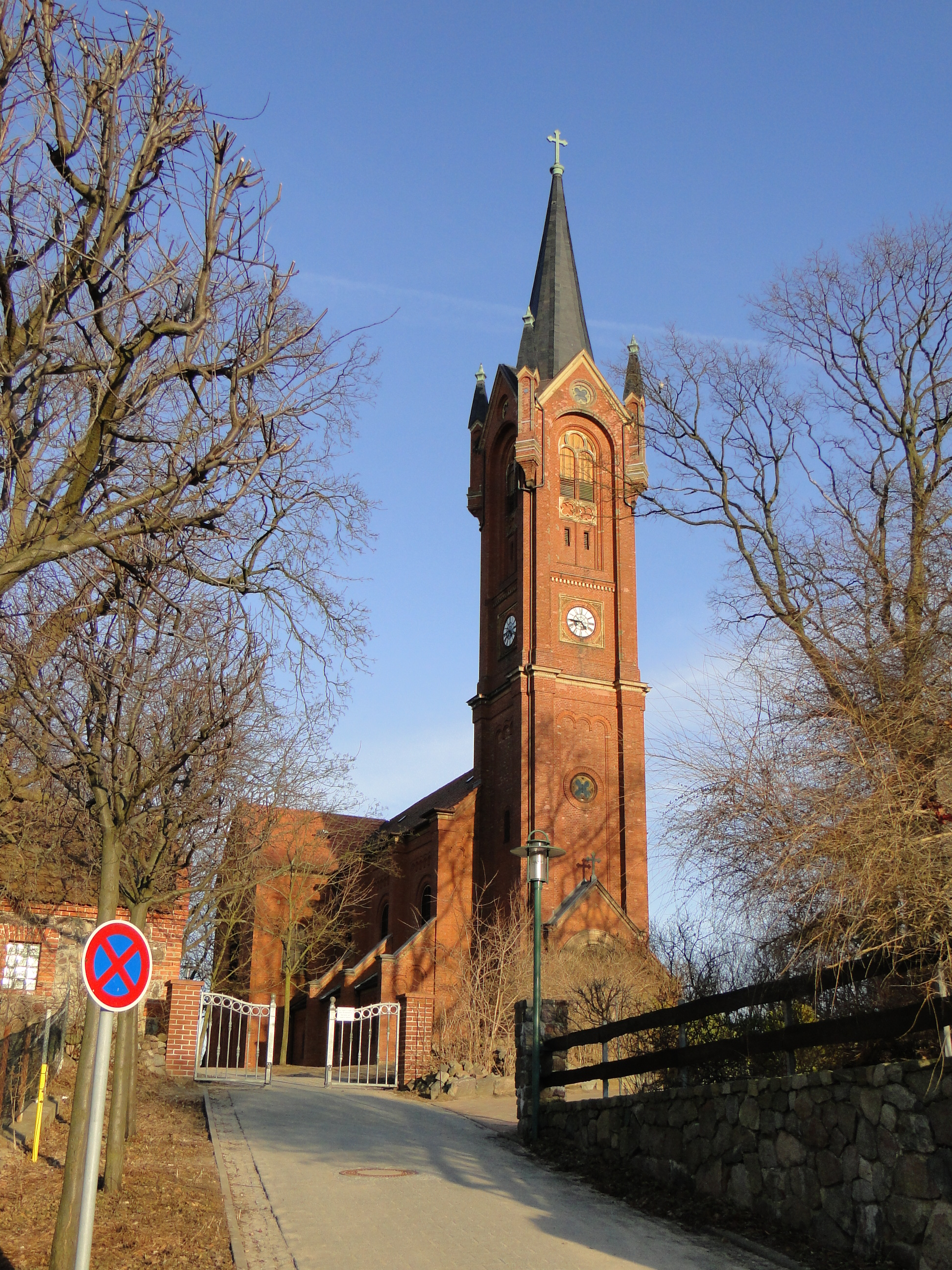
Stadtkirche Feldberg

Die Stadtkirche ist die evangelische Kirche in Feldberg in der Feldberger Seenlandschaft. Sie gehört zur Propstei Neustrelitz des Kirchenkreises Mecklenburg der Evangelisch-Lutherischen Kirche in Norddeutschland (Nordkirche).

## Geschichte
1870 brannte die alte Fachwerkkirche auf dem Amtswerder ab. Die heutige Feldberger Stadtkirche wurde als Nachfolgebau von 1872 bis 1875 auf dem damaligen Friedhof und heutigen Kirchberg von Wilhelm Richard errichtet.

## Architektur
Die Kirche ist ein Backsteinbau als Basilika mit querschiffartigen Erweiterungen und Apsis. Äußerlich ist die Kirche einfach gegliedert. Im Inneren ragt das Mittelschiff empor. Die links und rechts angegliederten Seitenschiffe erscheinen etwas niedrig zum Mittelschiff. Es ist der Grundriss einer Kreuzkirche zu erkennen. Die Gurtbögen des Schiffes sind rundförmig; die Apsis ist durch rundbögige Wandnischen gegliedert. 
Die aus der Bauzeit der Kirche stammende Ausstattung zeigt unter anderem ein Altargemälde vom Ecce homo des Malers Georg Kannengießer aus Neustrelitz. Die Orgel ist ein Werk aus dem Jahr 1874 von Barnim Grüneberg mit 18 Registern auf zwei Manualen und Pedal. Eine Restaurierung erfolgte 2021–2022. Dabei wurden auch die bereits 1917 zu Rüstungszwecken abgegebenen Prospektpfeifen ersetzt.
Der Westturm ist hoch und auf Grund der Lage der Kirche weithin zu sehen. Am Oberbau des Turmes zeigt sich gestalterischer Aufwand.